# Doris Dowling
Doris Dowling (15 de maio de 1923 – 18 de junho de 2004) foi uma atriz estadunidense de cinema, teatro e televisão, conhecida pelos filmes The Crimson Key (1946) e Arroz Amargo (1949). Interpretou Irene Adams na série My Living Doll (1964-1965) e fez outras atuações em programas de TV como The Andy Griffith Show, Perry Mason e O Incrível Hulk.

## Vida
Nasceu em Detroit, Michigan, em 1923, mas cresceu em Nova Iorque com seus irmãos Robert, Richard e Constance (que também se tornou atriz).

## Cinema
Começou sua carreira como corista na Broadway e depois seguiu sua irmã Constance para Hollywood. Estreou no cinema com um papel coadjuvante em The Lost Weekend (1945), ao lado de Ray Milland. Atuou em The Blue Dahlia (1946), com Alan Ladd e Veronica Lake. Como o trabalho ficou escasso após a guerra, mudou-se para a Itália para reviver sua carreira como sua irmã havia feito. Na Itália, Dowling estrelou vários filmes aclamados, incluindo Arroz Amargo. Participou da produção europeia Otelo (1951), de Orson Welles, interpretando Bianca.
De volta aos Estados Unidos, ela voltou ao cinema em Running Target (1956) e atuou na produção The Car (1977).

## Televisão
Trabalhou muito no teatro e na televisão. Apareceu em programas como One Step Beyond, Have Gun – Will Travel, Mickey Spillane's Mike Hammer, Cheyenne, Alfred Hitchcock Presents, Science Fiction Theater, Adam 12, Bonanza, Perry Mason, The Andy Griffith Show e, no final de sua carreira, Kojak, Barnaby Jones, O Incrível Hulk e The Dukes of Hazzard. Coestrelou com Bob Cummings e Julie Newmar na sitcom My Living Doll.

## Teatro
Dividiu o Outer Critics Circle Award de Melhor Performance de Conjunto em 1972 - 1973 por sua atuação numa peça The Women, da Broadway. Seus outros créditos na Broadway incluem Panama Hattie (1942), Banjo Eyes (1942), Beat the Band (1942) e New Faces of 1943 (1943).

## Vida pessaol
Dowling namorou Billy Wilder durante os anos 1940 e se casou três vezes. Em 1952, tornou-se a sétima esposa do vocalista da banda Artie Shaw. Morreu em Los Angeles em 2004 aos 81 anos.